# Списак латинских изрека
Ово је списак латинских изрека:

## А
- Ab assuetis non fit passio - Човека не узбуђује оно што је често.
- Ab Iove principium - Почетак је од Јупитера (тј. почнимо од најважнијег).
- Acta est fabula - Представа је завршена.
- Ad calendas Graecas - О грчким календама (тј. никада).
- Ad litteram - Дословно.
- Alea iacta est - Коцка је бачена. - Гај Јулије Цезар
- Amor omnia vincit - Љубав све побеђује.
- Amicus certus in re incerta cernitur - Прави се пријатељ познаје у невољи.
- Ancoras tollere - Дићи сидро.
- Anima candida - Честита душа.
- Ante meridiem - Пре подне.
- Arbiter elegantiae - Судија отмености.
- Ars longa, vita brevis - Умеће је дугачко (тј. пут до мајсторства је дуг, уметност траје), а живот је кратак.
- Ars poetica - Песничка уметност.
- Asinus asinum fricat - Магарац магарца чеше.
- Audaces fortuna iuvat - Срећа помаже храбрима.
- Audiatur et altera pars - Нека се чује и друга страна.
- Aurora Мusis amica est - Зора је музама пријатељица.
- Ave, Caesar, morituri te salutant! - Здраво, царе! Поздрављају те они који ће умрети. (поздрав гладијатора пред почетак борбе у арени)

## Б
- Bellum omnium in omnes - Рат свију против свих.
- Bene vixit qui bene latuit - Добро је проживео ко се добро прикрио.
- Bibere humanum est, ergo bibamus - Пити је људски, зато пијмо.
- Bovi imponere clitellas - Стављати волу самар.

## Ц
- Casus belli - Случај за рат (razlog rata, uzrok rata, тј. догађај којим се оправдава рат).
- Certo certius - Сигурније од сигурнога.
- Citius, altius, fortius! - Брже, више, јаче!
- Claude os, aperi oculos! - Затвори уста, отвори очи!
- Cogito, ergo non credo. - Мислим, дакле не верујем.
- Condicio sine qua non - Услов без којег не бива.
- Cornix cornici oculos non effodiet - Врана врани неће вадити очи.
- Cornu copiae - Рог изобиља.
- Credo ut intelligam! - Верујем да бих схватио.
- Cui bono? - У чију корист?
- Cuiusvis hominis est errare - Сваки човек може да погреши.
- Cum grano salis - Са зрном соли (тј. не сасвим озбиљно).

## Д
- De gustibus non est disputandum - О укусима не вреди расправљати.
- Deus ex machina - Божанство са справе (тј. неочекивано решење).
- Diem perdidi - Изгубио сам дан.
- Dies diem docet - Дан је дану поука.
- Divide et impera - Завади па владај
- Divitiarum et formae gloria fluxa est - Крхка је слава богатства и злата - Салустије
- Dixi et salvavi animam meam - Рекох и спасох своју душу
- Domine, domine dominae sunt - Господине, да ли су госпође код куће? (игра речи)
- Dulce cum utili - Угодно са корисним
- Dulce enim etiam nomen est pacis - Слатко је већ и име мир - Цицерон
- Dum spiro spero - Док дишем (живим), надам се
- Dura lex sed lex - Тврд је закон али је закон

## Е
- Equi donati dentes non inspiciuntur - Поклоњеном коњу се у зубе не гледа
- Errare humanum est - Људски је грешити
- Ex nihilo nihil fit - Из ничега ништа не настаје
- Ex tempore - Одмах, сместа
- Experientia docet - Искуство поучава - Вергилије

## Ф
- Fama volat! - (Глас лети! - дословно зн.). Вест се брзо шири
- Fas est et ab hoste doceri - И од непријатеља треба учити
- Festina lente! - Пожури полако!
- Fide, sed cui, vide! - Веруј, само пази коме верујеш
- Finis coronat opus - Конац дело краси
- Fortasse erit, fortasse non erit - Можда ће бити, можда неће бити

## Г
- Gloria in excelsis Deo et in terra pax hominibus bonae voluntatis - Слава Богу и на Земљи мир људима добре воље
- Gratia gratiam parit! - Љубав рађа љубав!

## Х
- Hannibal ante portas - (Ханибал је пред вратима - дословно зн.). Наступила је опасност.
- Historia (est) testis temporum, lux veritas, vita memoriae, magistra vitae, nuntia vetustatis.-Историја је сведок времена, светло истине, живот памћења, учитељица живота, гласник старине.-Цицерон
- Historia magistra vitae est - Историја је учитељица живота
- Hoc loco - На овом месту (овде)
- Hodie mihi, cras tibi - Данас мени, сутра теби
- Homo sui iuris - Самосталан, независан човек
- Homo homini lupus est - Човек је човеку вук
- Honores mutant mores - Почасти мењају понашање (навике)

## И
- Id est - То јест
- Ignoramus et ignorabimus - Не знамо, а нећемо никада ни знати
- Ignorantia legis non excusat - Непознавање закона није изговор
- Ignorantia nocet - Незнање шкоди
- Imago animi sermo est - Говор је слика душе - Цицерон
- In dubio pro reo - У сумњи треба судити блаже
- In rebus adversis meliora sperare memento - У невољи не заборави да ће доћи боља времена (После кише сунце сија)
- Inter arma musae tacent (Inter arma silent musae) - Међу оружјем музе ћуте (нема уметности за време рата)
- Inter nos - Међу нама
- Intus, intus est Troianus equus - Унутра, унутра је тројански коњ (Опасност је близу)
- Iuris praecepta sunt haec: honeste vivere, alterum non laedere, suum cuique tribuere - Прописи права су: поштено живети, другог не вређати, сваком своје дати

## Л
- Lapsus calami - Омашка у писању
- Lapsus linguae - Омашка у говору
- Lapsus memoriae - Омашка у памћењу
- Labor omnia facit - Рад чини све
- Labor omnia vincit - Рад све побеђује (у раду је спас)
- Legalitas regnorum fundamentum - Законитост је темељ држава
- Leve fit quod bene fertur onus - Терет постаје лакши кад се спретно носи
- Libertati viam facere - Отварати пут слободи
- Lupus in fabula - (Вук у причи - дословно зн.). Ми о вуку, а вук на врата.

## М
- Magni nominis umbra - Сенка значајног човека - Лукан
- Mala herba cito crescit - Коров брзо расте
- Malum discordiae - Јабука раздора
- Manifestum non eget probatione - Очигледну ствар не треба доказивати
- Manu propria - Својеручно
- Manus manum lavat - Рука руку мије
- Mea parvitas - Моја маленкост
- Medio tutisimus ibis - Средином је најбоље ићи - Овидије
- Medium tenuere beati - Средине се држе блажени
- Melius non incipient, quam desinunt - Боље не почињати, него стати на пола
- Mens sana in corpore sano - У здравом телу здрав дух
- Mutum est pictura poema - Слика је нема песма

## Н
- Nec Hercules contra duos - Ни Херкул (не може) против двојице
- Noli turbare circulos meos - (Не дирај моје кругове - дословно зн.). Не узнемиравај ме, не досађуј ми. - Архимед
- Nomina sunt odiosa - (Имена су мрска - досл. значење) Имена (не треба) помињати
- Non omnia possumus omnes - Не можемо сви све
- Non progredi est regredi - Не напредовати значи назадовати
- Non quis, sed quid - Не ко, већ шта
- Non scholae, sed vitae discimus - Не за школу, већ за живот учимо
- Nosce te ipsum - Упознај себе самог - латински превод Сократове мисли
- Nulla regula sine exceptione - Ниједно правило није без изузетка
- Nullum crimen, nulla poena sine lege - Нема злочина и нема казне ако то није прописано законом.

## О
- O tempora, o mores! - Чудних ли времена, чудних ли обичаја! - Цицерон
- Omne principium difficile est - Сваки почетак је тежак
- Omnia mea mecum porto - Све своје са собом носим
- Omnium rerum mensura homo - Човек је мера свих ствари
- Orate ne intretis in tentationem - Молите се да не дођете у искушење - Исус Христ

## П
- Per aspera ad astra - Кроз трње до звезда
- Persona grata - Пожељна (драга) особа
- Persona non grata - Непожељна особа
- Piscem natare doces - Учиш рибу да плива
- Plus minus - Више-мање (отприлике)
- Post hoc, ergo propter hoc - После овог, дакле због овог
- Post meridiem - После подне
- Post scriptum - После онога што је написано
- Potentes potenter tormenta patientur - Ко се служи силом, од силе ће и погинути
- Potius sero quam numquam - Боље икада него никада
- Prima virtus est vitio carere - Најважнија врлина је бити без мана
- Primum vivere, deinde philosophari - Прво живети, онда филозофирати
- Primus inter pares - Први међу једнакима по рангу
- Pulsate et operietur vobis - Куцајте и отвориће вам се

## Q
- Quae nocent, saepe docent - Што шкоди, често учи
- Quidquid latine dictum sit, altum videtur - Шта год се каже на латинском звучи мудро
- Quisque suorum verborum optimus interpres - Свако је најбољи тумач својих речи
- Quo vadis, Domine? - Куда идеш, Господе? - апостол Петар упутио Христу

## Р
- Recta linea brevissima, recta via tutissima - Права линија је најкраћа, прави пут је најсигурнији
- Reliquiae reliquiarum - Остатак остатка
- Repetitio mater studiorum est - Понављање је мајка знања
- Res, non verba - Дела, не речи
- Res publica - Општа (јавна) ствар
- Risu inepto res ineptior nulla est - Нема неукусније ствари од неукусног (неумесног) смеха
- Risum teneatis? - Можете ли да се не насмејете?

## С
- Sapienti sat - Паметноме доста
- Sapiens homo omnia sea secum portat - (Паметан човек све своје собом носи - дословно зн.). Осим знања ништа нам није потребно
- Semper dic verum, vacuam duc crimine vitam, fer patienter onus, fac sapienter opus. - Увек говори истину, не чини зло, стрпљиво подноси терет, разумно ради посао
- Senatus populusque Romanus - Римски сенат и народ
- Si fueris Romae, Romano vivito more, si fueris alibi, vivito sicut ibi - Ако будеш у Риму, живи на римски начин, ако будеш на другом месту, живи као онде
- Sic itur ad astra - Дотаћи звезде
- Sic semper tyrannis - Тако увек према тиранима
- Sic transit gloria mundi - Тако пролази слава света
- Sine lingua Latina nulla intelligentia - Без знања латинског језика нема образовања
- Sine lege autem poena conscientia est - Када нема закона, казна је савест
- Si vis pacem, para bellum - Ако желиш мир, спремај се за рат
- Sub rosa - (Испод руже - дословно зн.). У тајности, у поверењу
- Sub voce - Под речју
- Suaviter in modo, fortiter in re! - У начину благо, у суштини непропустљиво!
- Sunt facta verbis difficiliora - Тежа су дела него речи - Цицерон
- Surdo fabulam naras - Глувом причаш причу (узалуд му говориш)

## Т
- Tabula Pythagorica - Таблица множења
- Tabula rasa - (Избрисана таблица - дословно зн.). Чистина
- Tantum possumus quantum scimus - Толико можемо колико знамо
- Tantum scimus quantum memoria tenemus - Koлико знамо толико и памтимо
- Tempori parce! - Штеди време!
- Teneo te, Africa! - Држим те, Африко! - Светоније приписао Цезару
- Tertium non datur - Трећега нема
- Testis unus, testis nullus! - Један сведок никакав сведок!
- Timeo Danaos et dona ferentes - Бојим се Данајаца и када дарове носе
- Tu ne cede malis, sed contra audentior ito - Не устукни пред недаћом већ јој храбро у сусрет крени - Вергилије
- Tu quoque, Brute, mi fili? - Зар и ти, сине Бруте? - Цезар

## У
- Ubi bene, ibi patria - Где је добро тамо је домовина
- Una hirundo non facit ver - Једна ласта не чини пролеће
- Unusquisque suae fortunae faber est - Свако је ковач своје среће
- Urbs aeterna - Вечни град (Рим)
- Usus est optimus magister - Искуство је најбољи учитељ - Цицерон
- Ut ameris, ama - Да би био вољен, воли!
- Ut sementem feceris, ita metes - Како будеш посејао, тако ћеш и пожњети

## В
- Vae victis - Тешко побеђенима
- Veni, vidi, vici - Дођох, видех, победих - Гај Јулије Цезар
- Venies sub dentem - Доћи ћеш под зуб (Допашћеш ми шака)
- Verba volant, scripta manent - Речи лете, оно што је написано остаје
- Veritas vincit - Истина побеђује
- Vinum et pueri veraces - Деца и пијанци не лажу
- Virtus, non copia vincit - Побеђује храброст, а не мноштво
- Vis legis - Сила закона
- Vivere est militare! - Живети значи борити се! (Живот је борба!)
- Votum separatum - Издвојени глас
- Vox populi, vox Dei - Глас народа је божји глас